# Boli (Côte d'Ivoire)
Pour les articles homonymes, voir Boli.
Boli (ou Bollo) est une ville de Côte d'Ivoire. 

## Géographie
Située au centre de la Côte d'Ivoire, elle est la sous-préfecture du département de Didiévi dans la région du Bélier dans le District des Lacs.
Boli fut une commune jusqu'en mars 2012, date à laquelle elle fut l'une des 1126 communes à être supprimées dans tout le pays. En 2014, la population de la sous-préfecture de Boli était de 13 278 habitants.